# 512-bit
În arhitectura calculatorului, 512-bit (2 512), reprezintă adresele de memorie, magistrale de date de această dimensiune și alte unități de date care au lățimea de 512 biți (64 octeți).
În prezent , nu există microprocesoare care să funcționeze cu numere întregi sau adrese de 512 biți, deși unele procesoare au capacitatea de a lucra cu date de 512 biți.
În iulie 2013, Intel a anunțat seria de procesoare multicore Xeon Phi, destinate utilizării în supercomputere, servere și stații de lucru high-end. Xeon Phi conține o unitate de calcul cu 62 de nuclee cu patru fire de execuție pentru fiecare nucleu, și un motor de procesare paralelă pe 512 biți, capabil de execuția concomitentă a opt operațiuni pe 64 de biți în virgulă mobilă și dublă precizie sau a 16 operațiuni pe 32 de biți și precizie simplă.

## Utilizări
- Unități de procesare grafică (GPU) din plăcile video NVIDIA GTX280, GTX285, Quadro FX 5800, AMD Radeon R9 290, R9 290X și 295X2, transmit date pe o magistrală de memorie de 512 biți.
- Funcțiile hash SHA-512, generează valori hash de 512 biți.